# Die Teilung der Erde
Die Teilung der Erde ist eine Ballade von Friedrich Schiller, die dieser 1795 in Weimar schrieb. Sie entstand in der Phase der engen Zusammenarbeit mit Goethe und ist ein Beispiel für die gegen die Ideale der Aufklärung gerichtete Romantik.

## Hintergrund
Die Entstehung fällt in die Zeit der sogenannten Weimarer Klassik. Für diesen Abschnitt der deutschen, aber auch europäischen Dichtkunst typisch werden Stoffe der Antike verwendet. Außerdem wird versucht, die Metrik der antiken Dichter zu imitieren und, so weit möglich, auf das Deutsche zu übertragen. Weitere Beispiel für diese Zeit sind Goethes Iphigenie auf Tauris oder Wielands Alceste. Die verwendeten mythischen Elemente wenden sich gegen die Aufklärung.

## Text

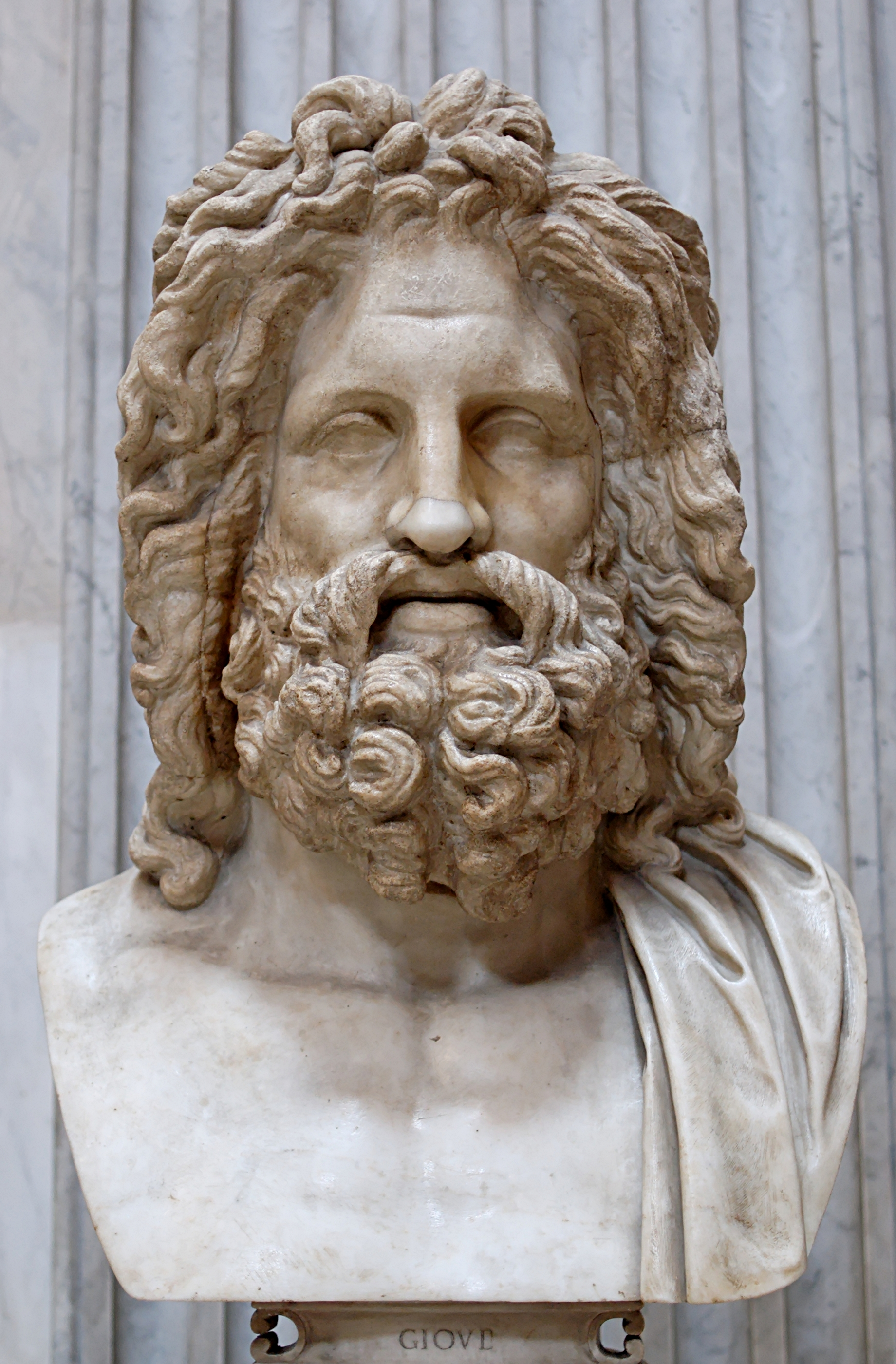
Büste des Zeus, gefunden in Otricoli
(Sala Rotonda, Museo Pío-Clementino, Vatikan)

„Nehmt hin die Welt!“, rief Zeus von seinen Höhen

Den Menschen zu. „Nehmt, sie soll euer sein!

Euch schenk ich sie zum Erb’ und ew’gen Lehen –

Doch teilt euch brüderlich darein!“

Da eilt’, was Hände hat, sich einzurichten,

Es regte sich geschäftig Jung und Alt.

Der Ackermann griff nach des Feldes Früchten,

Der Junker pirschte durch den Wald.

Der Kaufmann nimmt, was seine Speicher fassen,

Der Abt wählt sich den edeln Firnewein,

Der König sperrt die Brücken und die Straßen

Und sprach: „Der Zehente ist mein.“

Ganz spät, nachdem die Teilung längst geschehen,

Naht der Poet, er kam aus weiter Fern –

Ach! Da war überall nichts mehr zu sehen,

Und alles hatte seinen Herrn!

„Weh mir! So soll denn ich allein von allen

Vergessen sein, ich, dein getreuster Sohn?“

So ließ er laut der Klage Ruf erschallen

Und warf sich hin vor Jovis Thron.

„Wenn du im Land der Träume dich verweilet“,

Versetzt der Gott, „so hadre nicht mit mir.

Wo warst du denn, als man die Welt geteilet?“

„Ich war“, sprach der Poet, „bei dir.

Mein Auge hing an deinem Angesichte,

An deines Himmels Harmonie mein Ohr –

Verzeih dem Geiste, der, von deinem Lichte

Berauscht, das Irdische verlor!“

„Was tun?“, spricht Zeus, „die Welt ist weggegeben,

Der Herbst, die Jagd, der Markt ist nicht mehr mein.

Willst du in meinem Himmel mit mir leben –

Sooft du kommst, er soll dir offen sein.“